# Hermandad Penitencial de las Siete Palabras (Zamora)
La Hermandad Penitencial de las Siete Palabras es una hermandad católica de la ciudad de Zamora. Procesiona en la noche del Martes Santo.

## Historia
Procesionó por primera vez en 1968.
Fundada por un grupo de estudiantes, ya sus primeros estatutos contemplaban preferencia por los jóvenes -sus bases fundacionales estipulaban que no se podrían ejercer cargos directivos con más de treinta años de edad-, así como la incorporación de las mujeres.
Ello provocó un fuerte rechazo social; los estatutos fueron rechazados por el obispado, y hubo que cambiarlos suprimiendo la participación de las mujeres y toda referencia a la clase estudiantil. Llegó a necesitarse de escolta policial en su primer desfile procesional, en 1968. Veinte años después, en 1988 y tras fuertes polémicas, se consiguió la incorporación con pleno derecho de las mujeres; en la actualidad tienen iguales derechos y obligaciones que los hombres.
Actualmente tiene unos 1.700 hermanos.

## Imagen

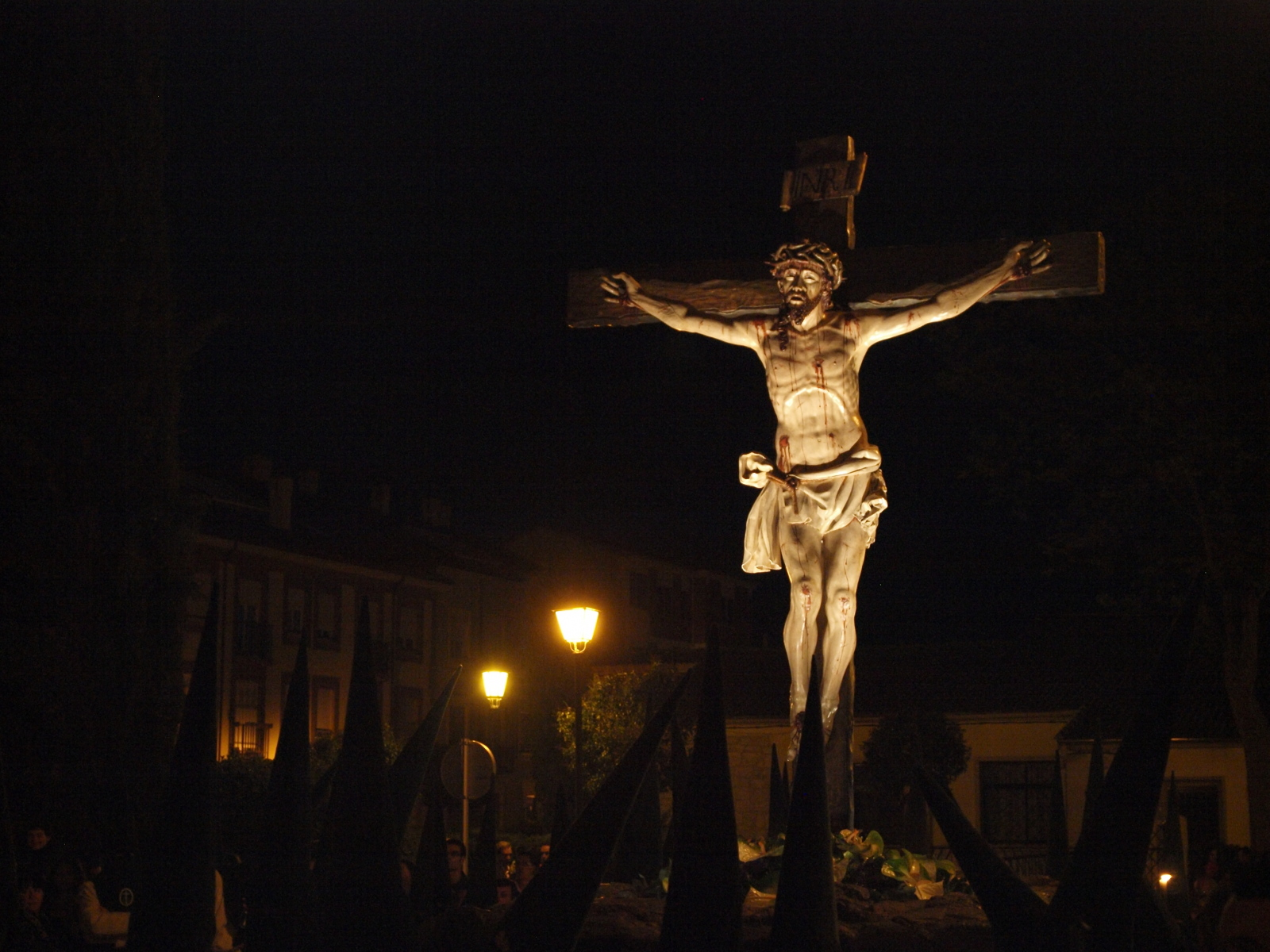
El Cristo de la Agonía en procesión

El Cristo de la Agonía, o de la expiación, del siglo XVII y autor desconocido; se le rinde culto en la iglesia de Santa María de la Horta.
Desfila a hombros sobre andas portadas por ocho hermanos, a ritmo acompasado de tambores destemplados. En 1997 se hizo una modernización de las mismas incorporando un calvario realizado por el escultor Fernando Mayoral.

## Hábito
Túnica de estameña blanca, con faja y caperuz de pana verde musgo, calzan sandalias franciscanas negras. Los cofrades portan hachón de madera y hierro con cirio verde.

## Procesión
Sale del templo románico de Santa María de la Horta, iniciándose el desfile procesional a las 12 de la noche del Martes Santo, después de celebrar la Santa Misa, hasta hoy siempre presidida por el obispo de la diócesis. Desde el año 1983 desfilan siete crucificados, que se sitúan ante siete grandes estandartes que reproducen las palabras pronunciadas por Cristo en la Cruz.
La hermandad ha alcanzado el objetivo de desfilar con sus propios crucificados. Hoy en día ya dispone de obras de autores del prestigio de Juan de Ávalos, Coomonte, Ricardo Flecha o Fernando Mayoral.

## Galería

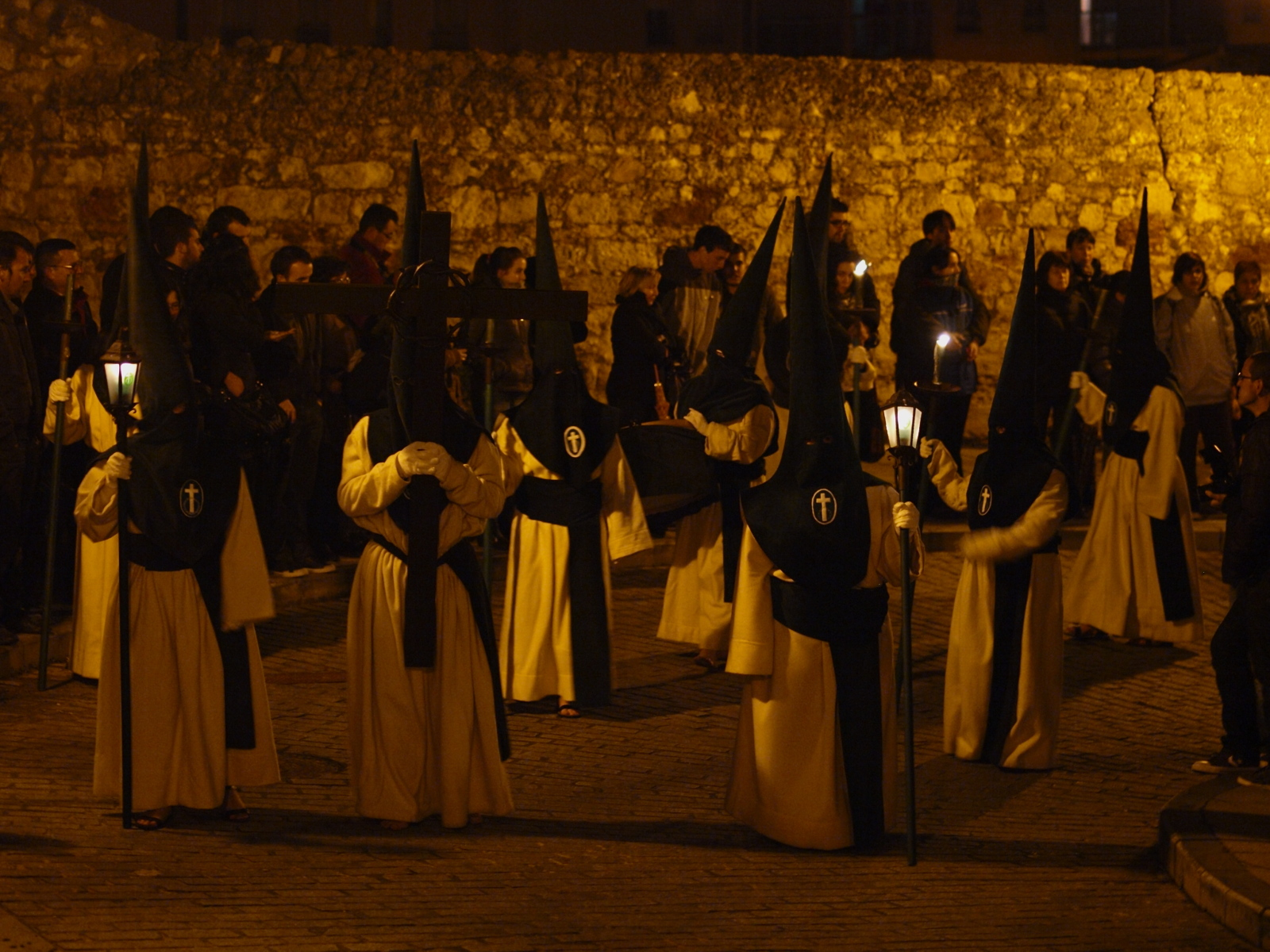
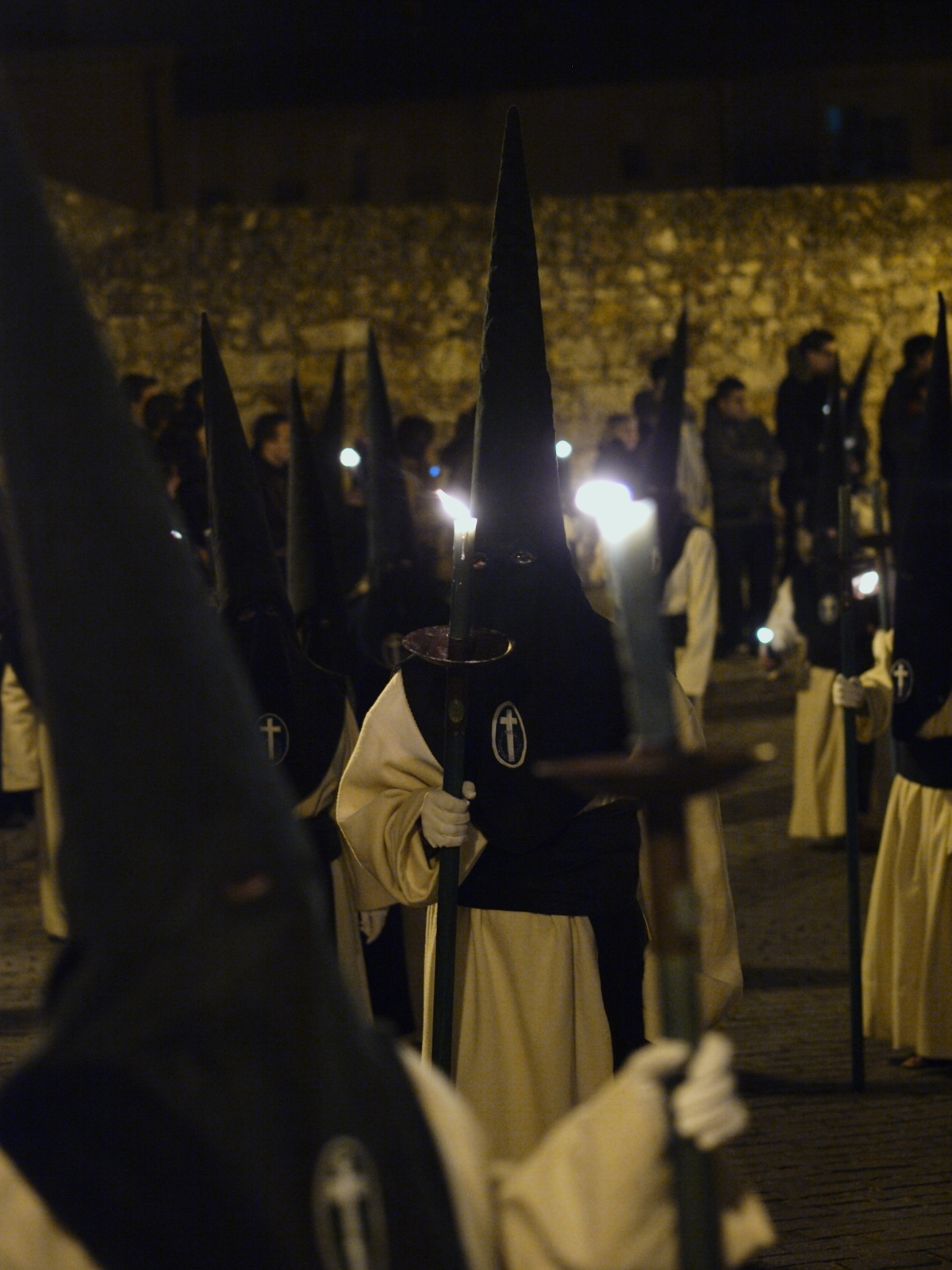
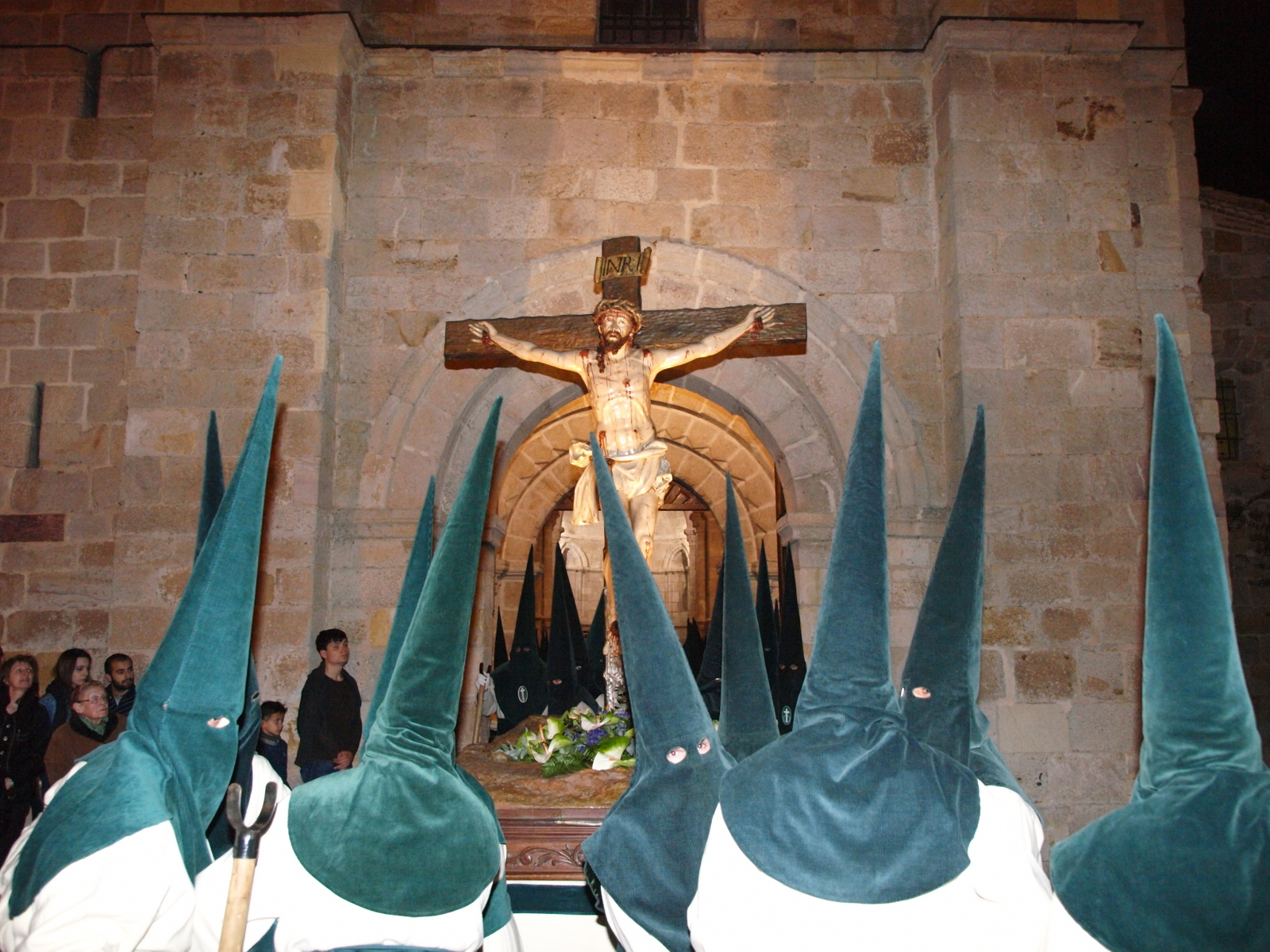
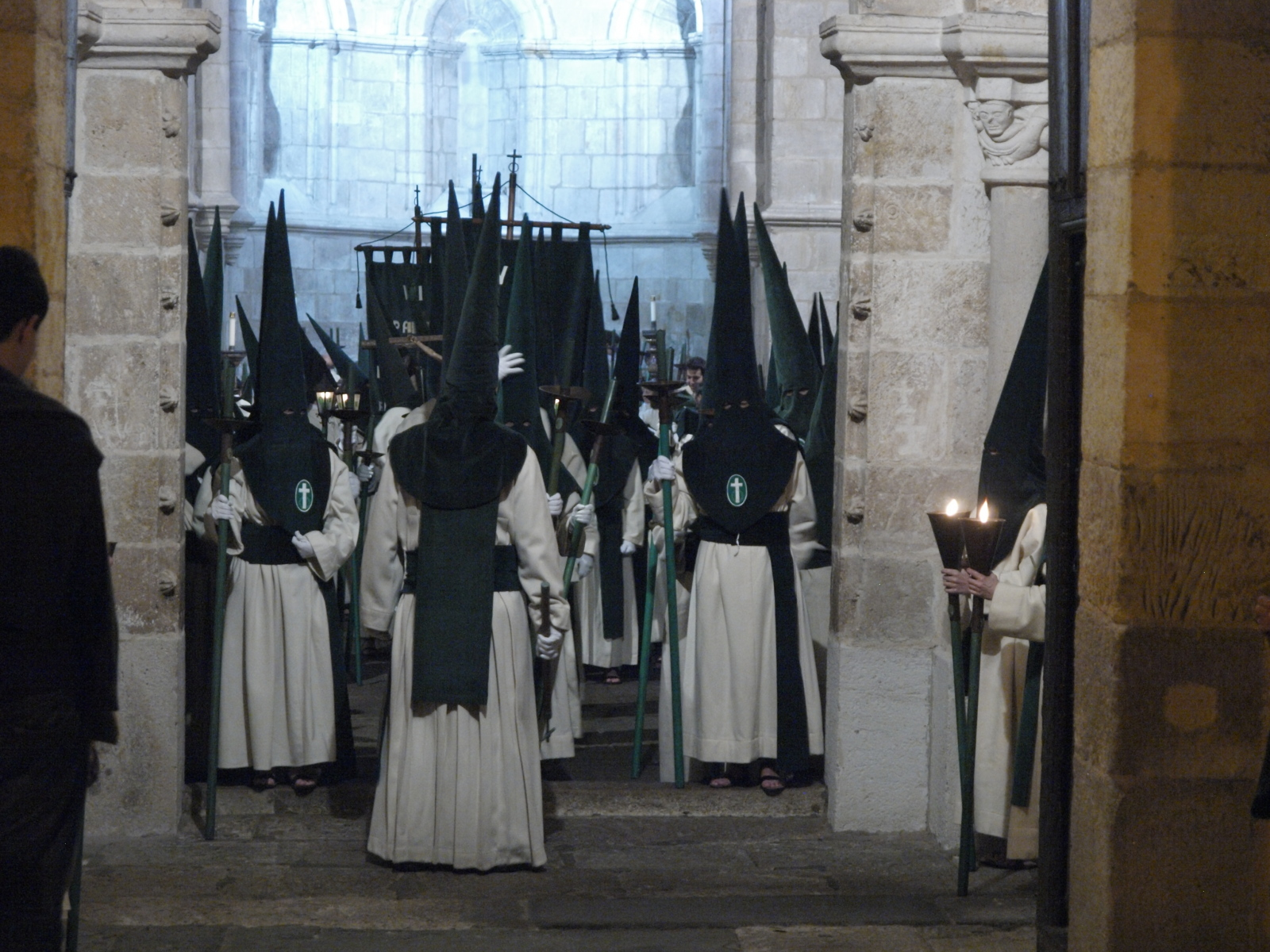
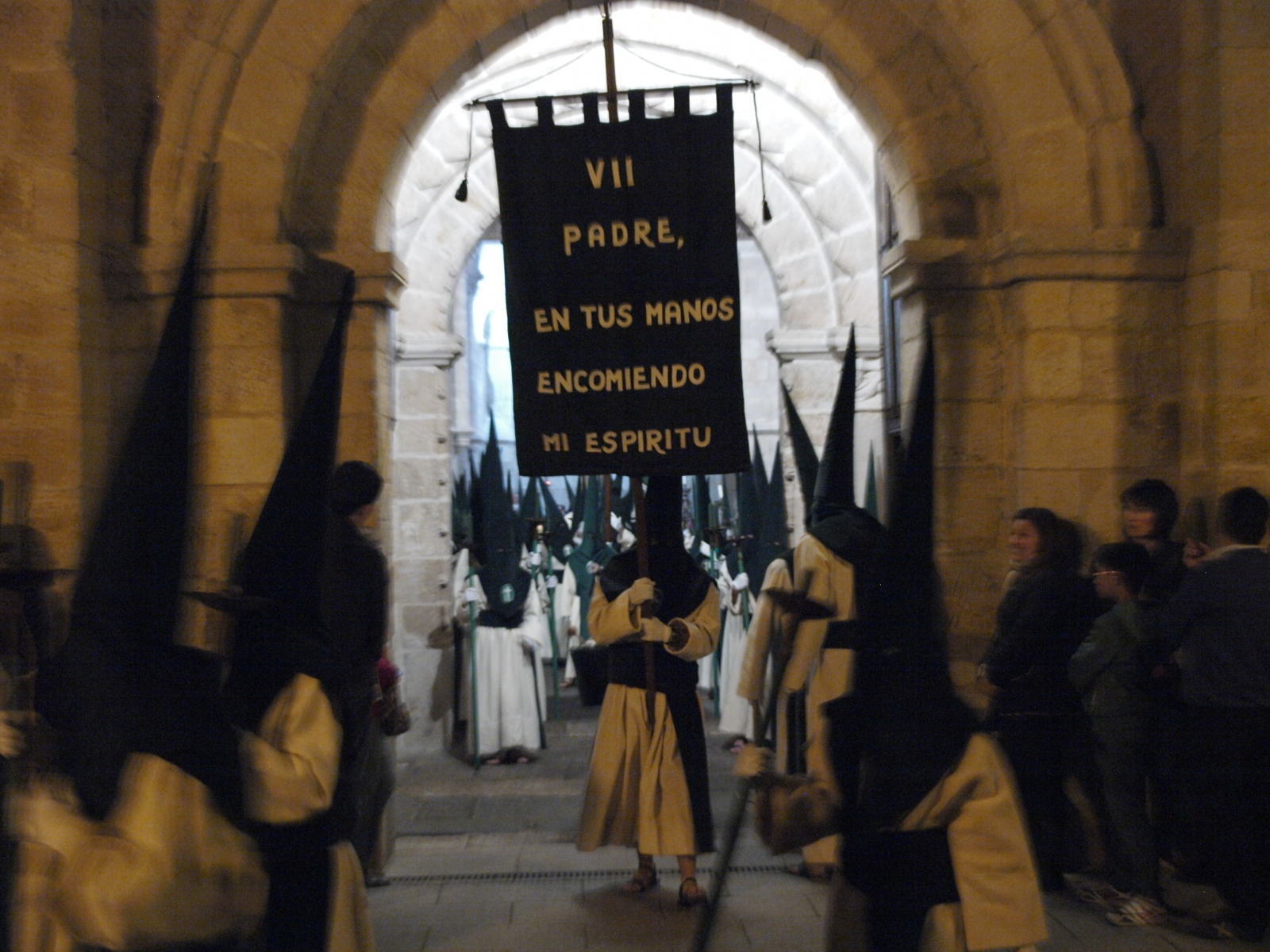
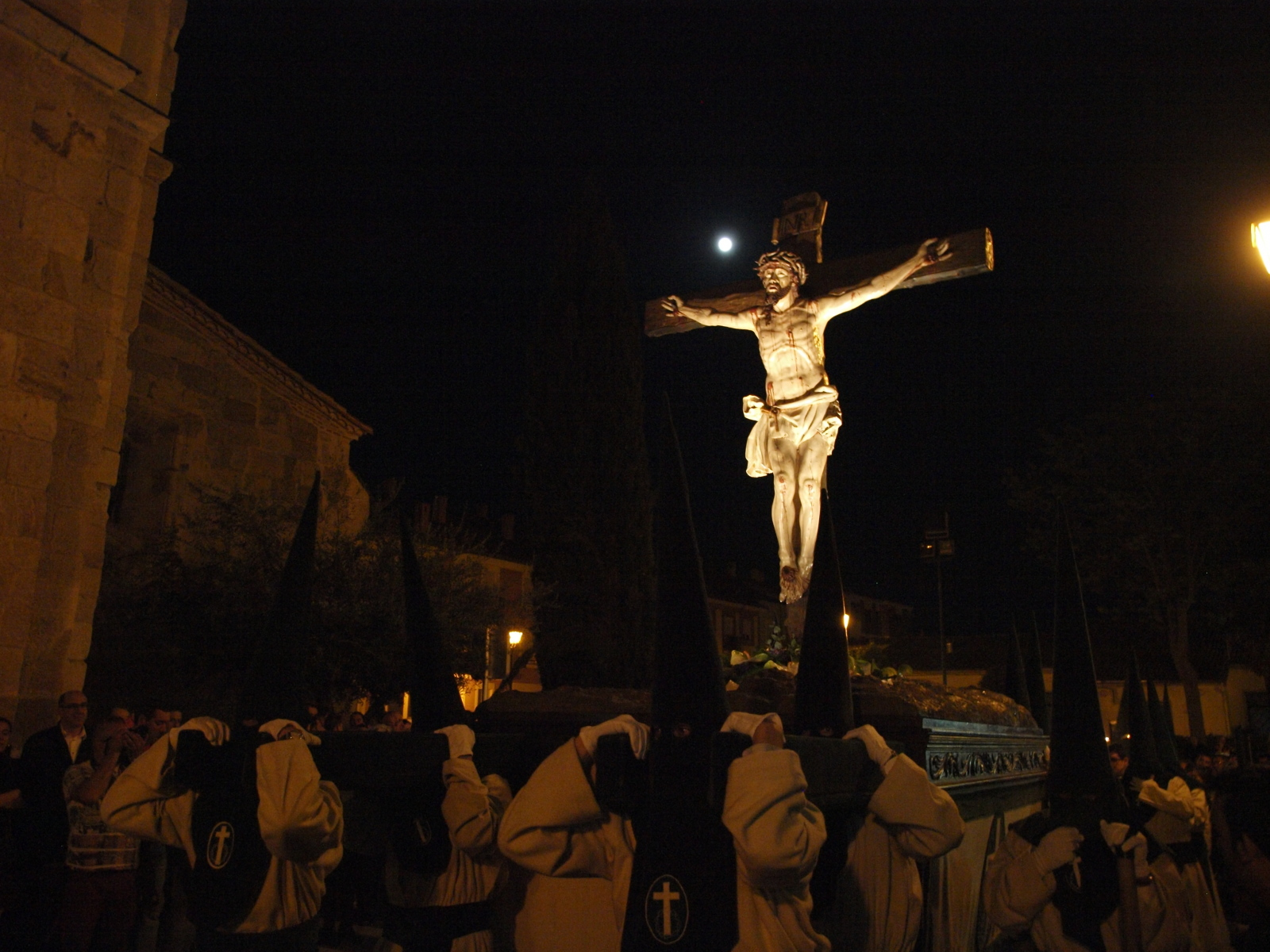